# Ruellia hirtella
Ruellia hirtella är en akantusväxtart som beskrevs av Imlay. Ruellia hirtella ingår i släktet Ruellia och familjen akantusväxter. Inga underarter finns listade i Catalogue of Life.